# Râul Moișa, Râșca
Râul Moișa (sau Râul Alun este un curs de apă, afluent al râului Râșca.

## Hărți
- Harta județului Suceava